# Qiu Bo
Qiu Bo (en chino: 邱波; Chengdu, 31 de enero de 1993) es un deportista chino que compitió en saltos de plataforma.
Participó en dos Juegos Olímpicos de Verano, obteniendo una medalla de plata en Londres 2012, en la prueba individual, y el sexto lugar en Río de Janeiro 2016, en la misma prueba.
Ganó cinco medallas en el Campeonato Mundial de Natación entre los años 2009 y 2015. En los Juegos Asiáticos consiguió dos medallas, oro en 2014 y plata en 2018.

## Palmarés internacional
| Juegos Olímpicos   | Juegos Olímpicos        | Juegos Olímpicos | Juegos Olímpicos       |
| Año                | Lugar                   | Medalla          | Prueba                 |
| ------------------ | ----------------------- | ---------------- | ---------------------- |
| 2012               | Londres (Reino Unido)   | Medalla de plata | Plataforma 10 m        |
| Campeonato Mundial |                         |                  |                        |
| Año                | Lugar                   | Medalla          | Prueba                 |
| 2009               | Roma (Italia)           | Medalla de plata | Plataforma 10 m        |
| 2011               | Shanghái (China)        | Medalla de oro   | Plataforma 10 m        |
| 2011               | Shanghái (China)        | Medalla de oro   | Plataforma 10 m sincro |
| 2013               | Barcelona (España)      | Medalla de oro   | Plataforma 10 m        |
| 2015               | Kazán (Rusia)           | Medalla de oro   | Plataforma 10 m        |
| Juegos Asiáticos   |                         |                  |                        |
| Año                | Lugar                   | Medalla          | Prueba                 |
| 2014               | Incheon (Corea del Sur) | Medalla de oro   | Plataforma 10 m        |
| 2018               | Yakarta (Indonesia)     | Medalla de plata | Plataforma 10 m        |